# 阿姆农库尔
阿姆农库尔（法語：Amenoncourt，法語發音：[amnɔ̃kuʁ]）是法国默尔特-摩泽尔省的一个市镇，属于吕内维尔区。

## 地理
阿姆农库尔（48°37'40"N, 6°47'20"E）面积7.23 平方千米，位于法国大東部大區默尔特-摩泽尔省，该省份为法国东北部内陆省份，是洛林的一部分，北邻比利时、卢森堡，北起顺时针与摩泽尔省、下莱茵省、孚日省和默兹省接壤。
与阿姆农库尔接壤的市镇（或旧市镇、城区）包括：阿夫里库尔、欧特勒皮埃尔、阿夫里库尔、伊涅、兰特雷。

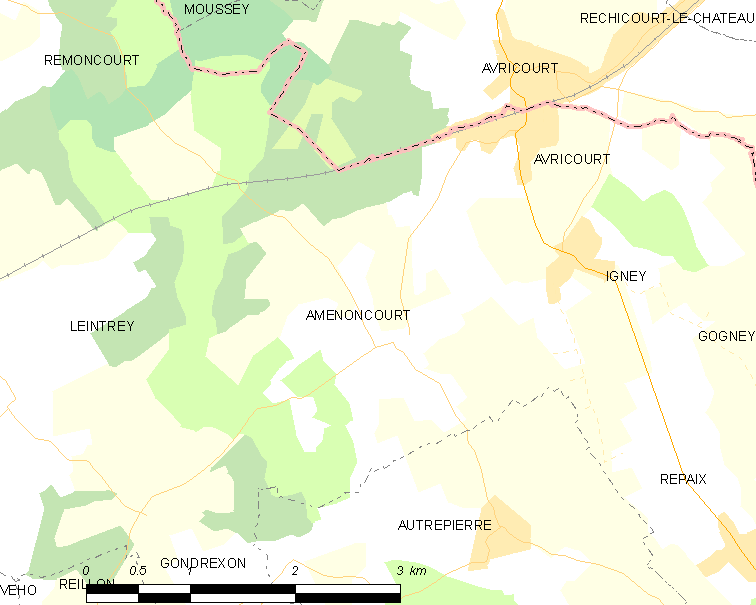
阿姆农库尔的OSM定位图

阿姆农库尔的时区为UTC+01:00、UTC+02:00（夏令时）。

## 行政
阿姆农库尔的邮政编码为54450，INSEE市镇编码为54013。

## 政治
阿姆农库尔所属的省级选区为巴卡拉县。

## 人口

1962-2008年间阿姆农库尔人口变化图示

阿姆农库尔于2022年1月1日时的人口数量为87人。